# کینله
کینله (به لاتین: Kinelle) یک منطقهٔ مسکونی در روسیه است که در استان آستراخان واقع شده‌است.